# Frederickena unduligera
A Frederickena unduligera a madarak osztályának verébalakúak (Passeriformes) rendjébe és a hangyászmadárfélék (Thamnophilidae) családjába tartozó faj.

## Rendszerezése
A fajt August von Pelzeln osztrák ornitológus írta le 1868-ban, a Thamnophilus nembe Thamnophilus unduliger néven.

## Alfajai
- Frederickena unduliger diversa Zimmer, 1944
- Frederickena unduliger pallida Zimmer, 1944
- Frederickena unduliger unduliger (Pelzeln, 1868)[2]

## Előfordulása
Dél-Amerika északnyugati részén, Bolívia,Brazília, Kolumbia, Ecuador és Peru területén honos. A természetes élőhelye a szubtrópusi vagy trópusi síkvidéki esőerdők. Állandó, nem vonuló faj.

## Megjelenése
Testhossza 23 centiméter, testtömege 75–85 gramm.

## Életmódja
Valószínűleg rovarokkal táplálkozik.

## Természetvédelmi helyzete
Az elterjedési területe rendkívül nagy, egyedszáma viszont csökken, de még nem éri el a kritikus szintet. A Természetvédelmi Világszövetség Vörös listáján nem fenyegetett fajként szerepel.

## Külső hivatkozások
- Képek az interneten a fajról
- Xeno-canto.org